# Maxime Bourgeois
Maxime Bourgeois (* 2. März 1991 in Sucy-en-Brie) ist ein französischer Fußballspieler.

## Vereinskarriere
Bourgeois begann das Fußballspielen bei einem kleinen Verein aus der Umgebung der französischen Hauptstadt Paris, von wo aus er 2003 in die Jugendabteilung des Profiklubs US Créteil wechselte. Von dort aus wurde er 2005 an die AJ Auxerre weitergegeben, bei welcher er 2009 einen Profivertrag erhielt, obwohl er zunächst für das Reserveteam auflief. Neben regelmäßigen Einsätzen für dieses gelang ihm am 28. November 2009 sein Erstliga- und damit sein Profidebüt, als er im Spiel gegen Paris Saint-Germain in der 88. Minute eingewechselt wurde. Dem folgten vier weitere Kurzeinsätze in seiner ersten und drei in seinem zweiten Jahr als Profi. 
Im Sommer 2011 wurde der damals 20-Jährige an den Zweitligisten LB Châteauroux verliehen, wo er zum Stammspieler avancierte, auch wenn er diese Rolle nicht unumstritten innehatte. Zugleich schoss er die ersten neun Profitore seiner Karriere. Als er im Sommer 2012 zum mittlerweile ebenfalls zweitklassigen Auxerre zurückkehrte, kam er zwar wie in Châteauroux auf regelmäßige Einsätze, traf jedoch kein einziges Mal das Tor. Zur Sommerpause 2013 wechselte er mit dem Auslaufen seines Vertrags erneut nach Châteauroux. Dort blieb er lediglich für ein weiteres Jahr, da er im August 2014 ein Angebot des Ligarivalen Stade Laval akzeptierte und ablösefrei zu diesem wechseln konnte. Bei Laval konnte er sich allerdings nicht durchsetzen und wurde nicht über die Saison 2014/15 hinaus behalten. Daran anschließend blieb er zunächst ohne Arbeitgeber im Fußball, bis ihn im Oktober 2015 mit der US Créteil erneut ein Zweitligist unter Vertrag nahm.
Nachdem er ein halbes Jahr ohne Verein war folgte Anfang 2017 ein zweimonatiges Gastspiel bei den San Francisco Deltas in der North American Soccer League. Die Spielzeit 2017/18 verbrachte der Stürmer beim Amateurklub ASF Andrézieux, ehe er weiter zum CS Sedan ging. In der Winterpause 2018/19 wurde er dann zum Viertligisten FC Fleury transferiert.

## Nationalmannschaft
Bei einem 1:0 gegen Polen am 11. November 2009 erreichte Bourgeois sein Debüt im Trikot der französischen U-19. Zwei Tage später traf er für diese erstmals das Tor. Erneut zwei Tage später bestritt er seine letzte Partie für die Auswahl und es dauerte bis November 2010, dass der Spieler in die U-20-Nationalelf berufen wurde. Wie zuvor für die U-19 stand er ausschließlich bei Freundschaftsspielen auf dem Platz. Ein 3:1 gegen Finnland am 29. Februar 2012 stellte sein letztes Spiel für die U-20 dar.